# Diving Coaster
Diving Coaster sont des méga montagnes russes de type machine plongeante du parc Happy Valley, situé sur l'île de Sheshan, dans la Municipalité de Shanghai, en Chine.

## Le circuit
La seule inversion du circuit est un immelmann. Le circuit est presque identique à celui de SheiKra, à Busch Gardens Tampa.

## Galerie

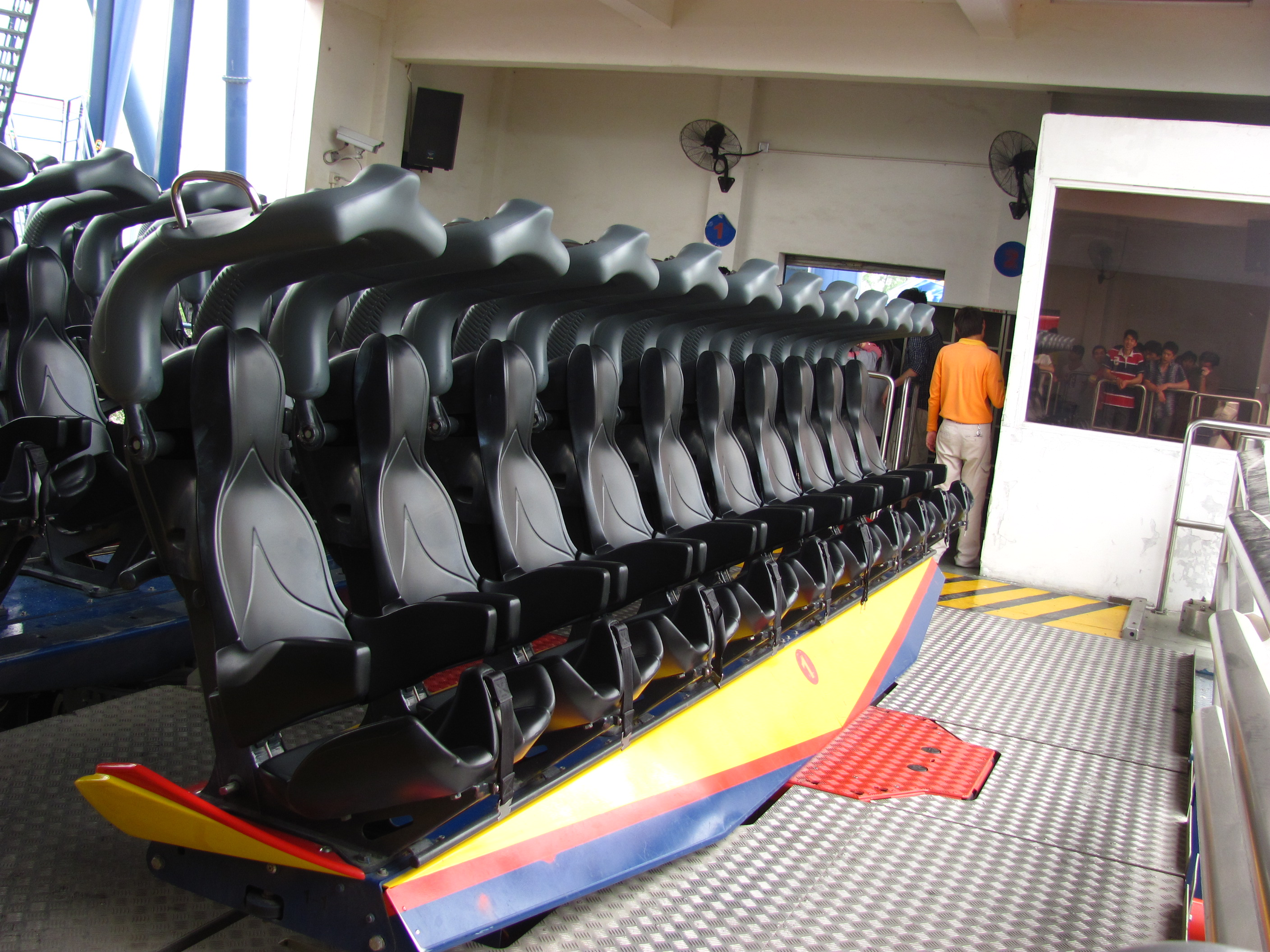
Train en gare.
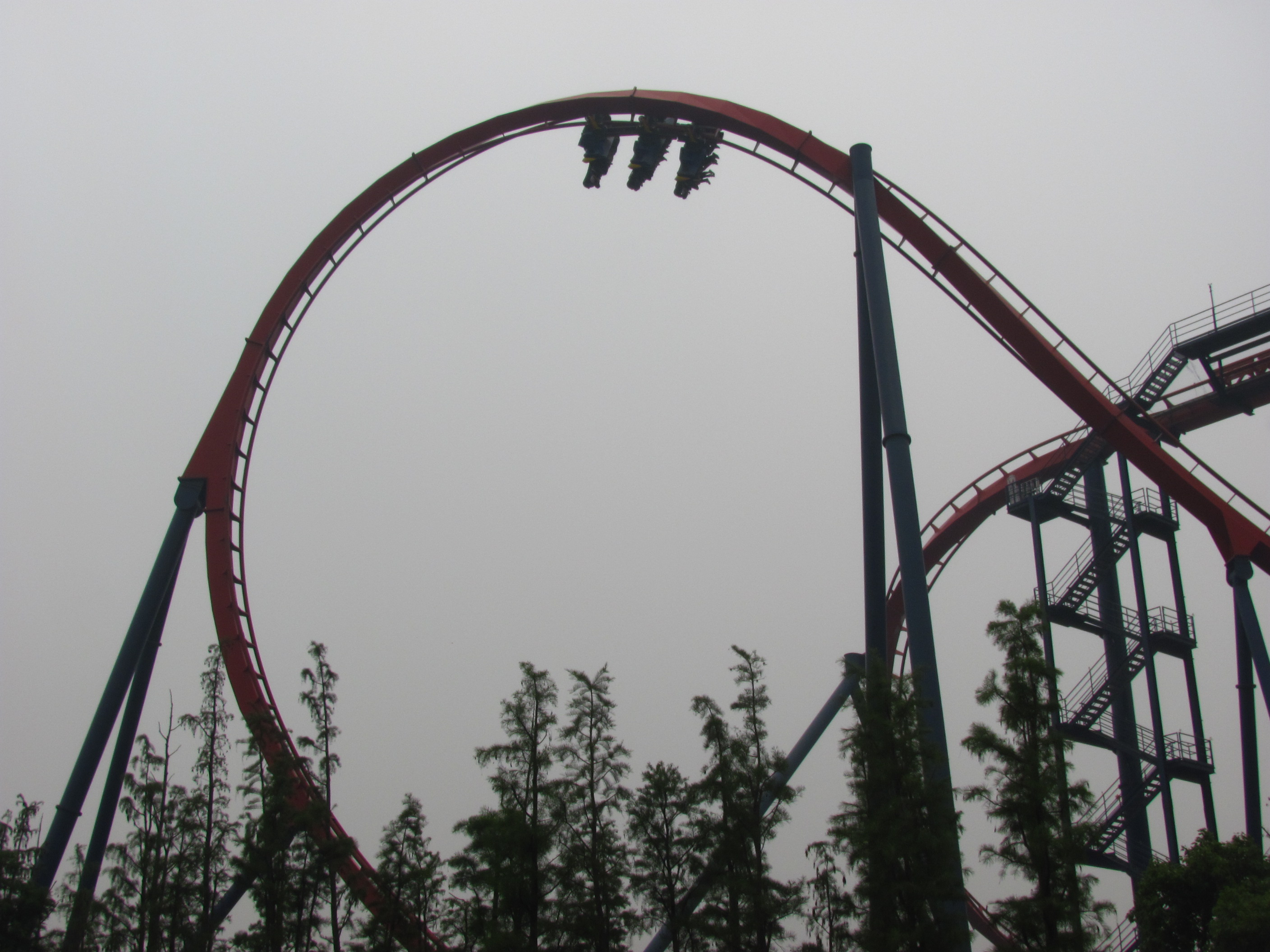
Looping plongeant.
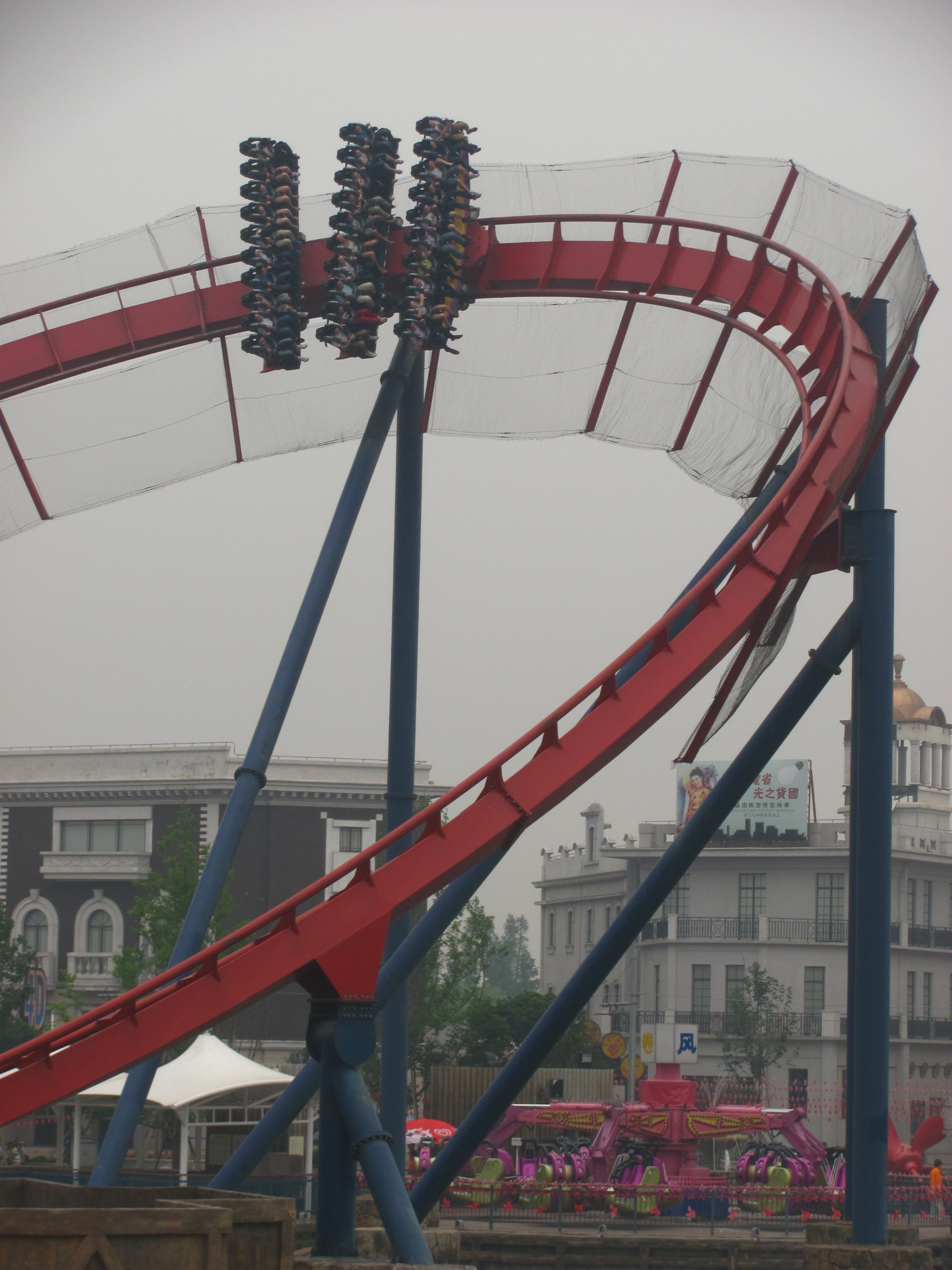
Courbe du parcours.
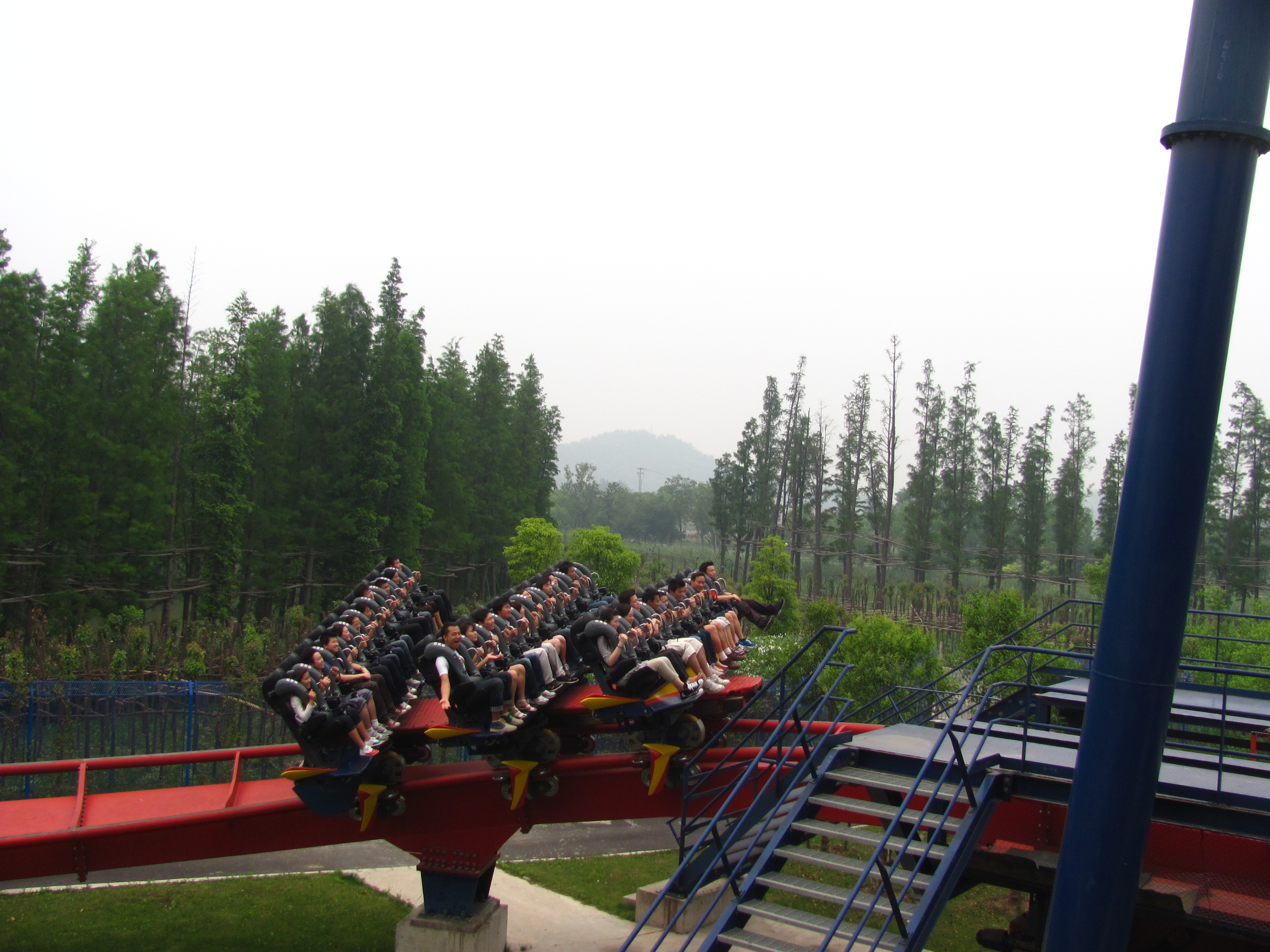
Train sur le parcours.